# Scotinella britcheri
Espèce
Synonymes
- Phrurolithus britcheri Petrunkevitch, 1910

Scotinella britcheri est une espèce d'araignées aranéomorphes de la famille des Phrurolithidae.

## Distribution
Cette espèce se rencontre aux États-Unis dans l'État de New York et au Canada en Ontario,,.

## Publication originale
- Petrunkevitch, 1910 : Some new or little known American Spiders. Annals of the New York Academy of Science, vol. 19, p. 205-224.